# تئاتر یونان باستان

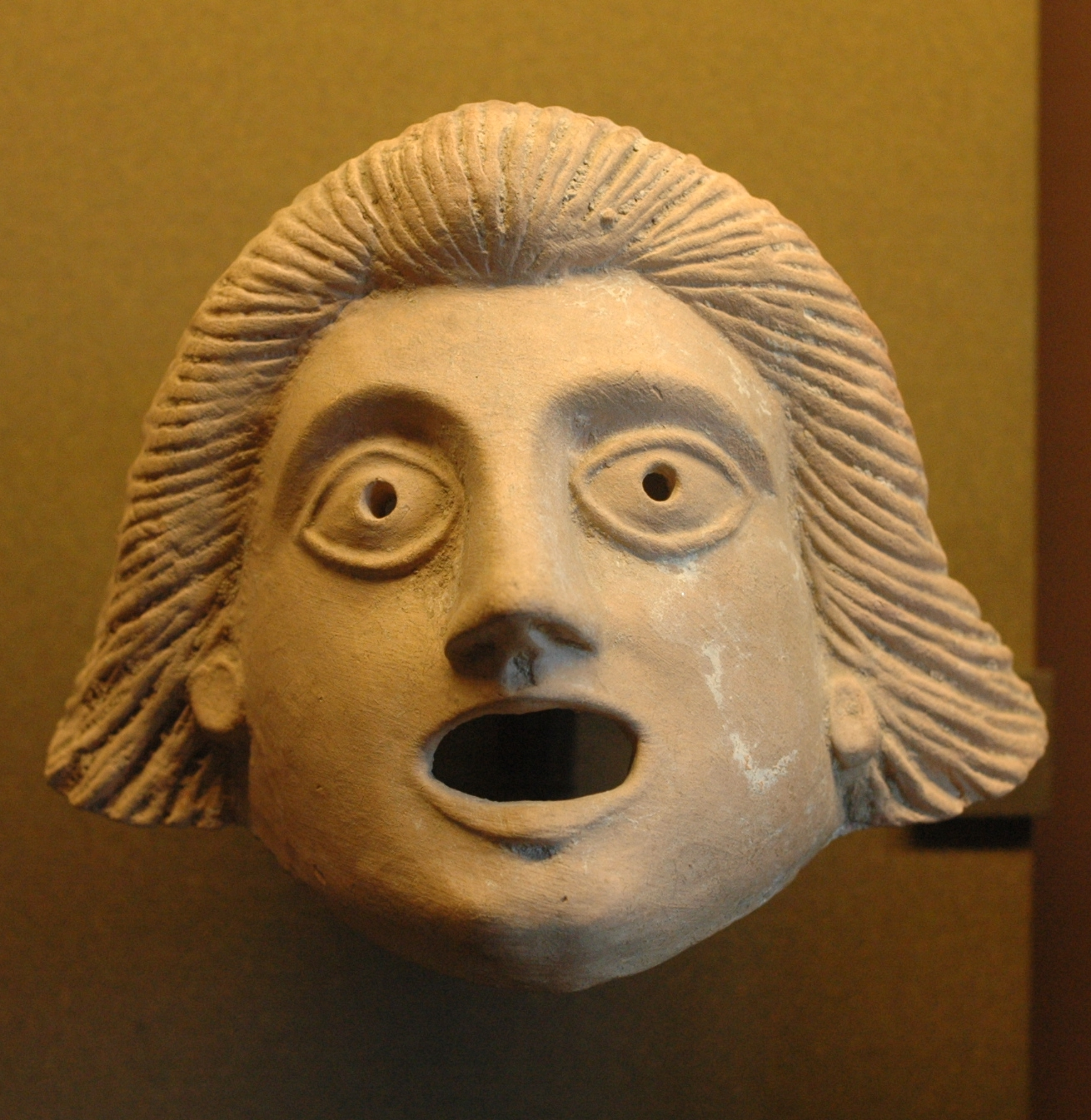
صورتک تئاتر یونانی در سده یکم پیش از میلاد مسیح

تئاترِ یونانِ باستان اشاره به آیینی دارد که در یونان باستان بین سال‌های ۵۵۰ ق. م. م تا ۲۵۰ ق. م. م در جریان بوده‌است. آتن، که در این دوره به وضوح یکی از تأثیرگذارترین مناطق در این آیین بود، پایتخت یونان باستان به حساب می‌آمد. در حقیقت این تئاتر بخشی از جشن‌واره‌ای به نام دیونیسوس بود که به افتخار خدای دیونیسوس برگزار می‌شد. تراژدی(اوخر شش قرن پیش از میلاد مسیح)، کمدی (۴۸۶ سال پیش از میلاد مسیح) و ساتیر سه گونه دراماتیکی بودند که از دل این جشن‌واره‌ها بیرون آمدند. آتن این جشن‌واره را به بسیاری از مستعمرات و هم‌پیمان‌های خود جهت ارتقای هویت فرهنگی مشترک صادر کرد. تئاتر غرب در آتن شکل گرفت و نمایش آن تأثیر مداوم و بسزایی در تمدن شمال داشته‌است.

## ریشه یابی

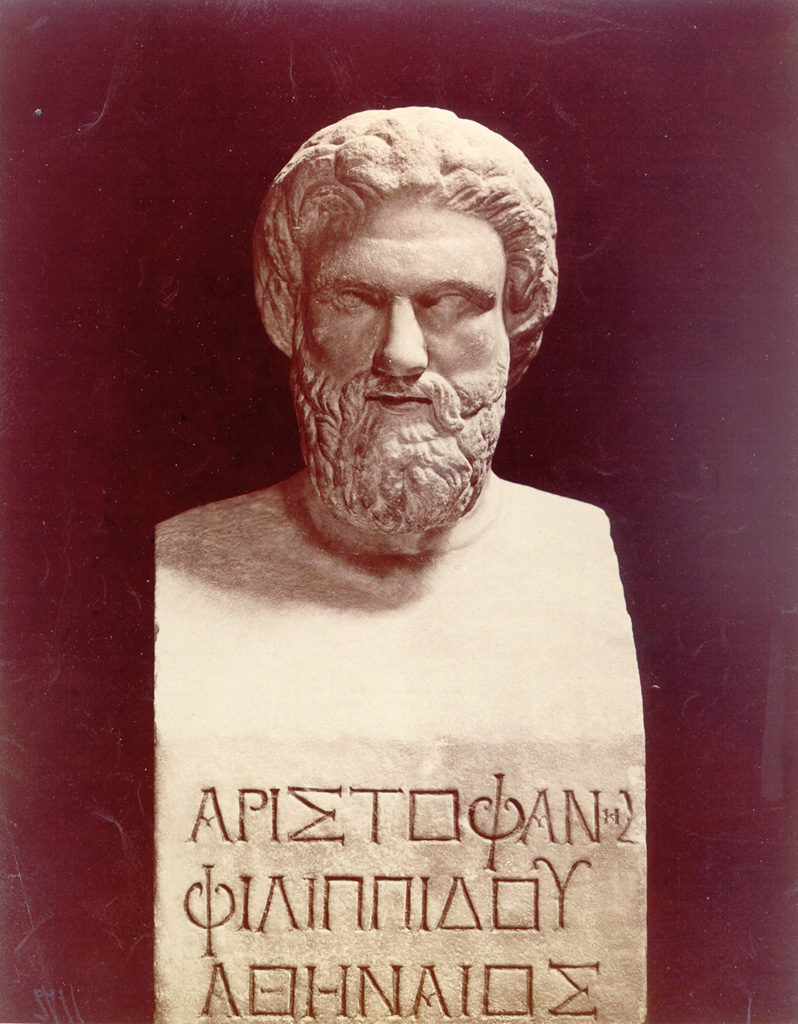
مجسمه نیم تنه آریستوفان در گالری اوفیزی، فلورانس، ایتالیا.

کلمه τραγῳδία (تراژویدیا) که تراژدی از آن گرفته شده‌است خود واژه مرکبی است از دو کلمه یونانی: τράγος(تراژوس) یا «پوست بز» و ᾠδή (اُدِ) به معنای آواز که از ریشه ἀείδειν (آئِیْدِن) به معنای «آواز خواندن» می‌آید. این ریشه‌یابی اشاره به ارتباطی بین آداب مراسم دیونیسوس باستانی با کلمات یاد شده دارد. هر چند نمی‌توان به صورت دقیق دانست که آیین حاصل‌خیزی چه ارتباطی با تراژدی و کمدی دارد.

## خاستگاه
بر اساس نظر مارتین لیچفیلد وست، مطالعات اولیه در آیین و تیاتر یونان، که به یکدیگر وابسته‌اند، به ویژه افسانه ارفی، به شدت تحت تأثیر مراسم شامان آسیای میانه است. از میان بسیاری از دیوارنوشته‌های ارفی که در البیا از زیر زمین بیرون آورده شده‌است اینطور به نظر می‌رسد که این نکته که مستعمرات یکی از ارتباطات مهم بوده‌است را تصدیق می‌کنند. الی روزیک از شامان به عنوان نمونه تأثیرگذار بازیگری آیین یونان قدیم نام می‌برد.

تراژدی یونان در حدود ۵۳۲ ق. م به وجود آمده‌است، یعنی زمانی که تسپیش قدیمی‌ترین بازیگر ثبت شده در تاریخ است. او برنده اولین مسابقه تئاتری که در آتن برگزار شد، بوده‌است که در نقش سرخوان دیترامب در حوالی آتیکا به ویژه مراسم دیونیسوس روستایی بازی می‌کرده‌است. از زمان تسپیس دیترامب بسیار گسترده‌تر از آنچه ریشه آیین و مراسمش بود می‌شود. این نمایش تحت تأثیر حماسه‌های قهرمانی، آوازهای هم‌سرایان یونان باستان و نوآوری‌های آریون شاعر، تبدیل به گونه‌ای روایت‌گر و تصنیفی افسانه‌ای می‌شود. از این‌رو از تسپیس به عنوان «پدر تراژدی» یاد می‌شود. هر چند اهمیت او مورد بحث و مناقشه‌است و گاهی حتی در ردیف شانزدهمین فرد در سلسله افراد تأثیرگذار در شکل‌گیری تراژدی ذکر می‌شود؛ به عنوان مثال نسبت داده شده‌است که سولون سیاستمدار با خلق اشعاری که در آن شخصیت‌ها با صدای خودشان سخن می‌گفتند و نیز دوره‌گردهایی که حماسه هومر را نقالی می‌کردند، تا پیش از ۵۳۴ قبل از میلاد مرسوم و رایج بوده‌است. از این رو سهم واقعی تسپیس در شکل‌گیری درام به صورت آشکاری روشن نیست اما نام او برای همیشه به عنوان عبارت رایج هنرپیشه(thespian) به عنوان ایفاگر نقش جاودان مانده‌است.

اجرای نمایش برای آتنی‌ها از اهمیت بسیاری برخوردار بود- این نکته به سادگی از وجود مسابقه و جشن‌واره دیونیسوس در آن دوره آشکار می‌شود. شاید این اهمیت به خاطر پرورش وفاداری به قوم آتیکا بود. جشن‌واره تقریباً در حدود ۵۰۸ قبل از میلاد به وجود آمد. با توجه به موجود نبودن هیچ متنی از شش قرن پیش از میلاد مسیح تنها نام سه تن از دیگر رقبای تسپیس موجود است: کوئریلوس، پرانتیناس و فرینیکوس؛ که به هر یک، ابداع در زمینه‌ای از تراژدی نسبت داده شده‌است.

## معماری تئاتر یونان باستان

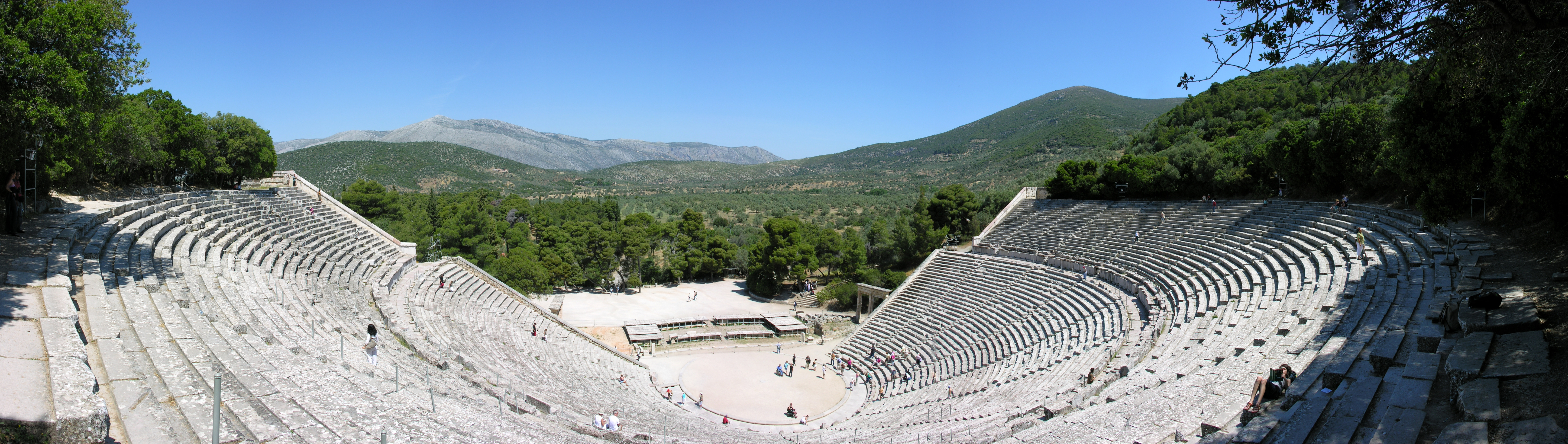
تئاتر اپیداریوس در یونان

مکان‌های اجرای تئاتر در یونان باستان، معمولاً وابسته به حریم خدایان مقدس بوده. قبل از برگزاری مسابقات دراماتیک، مکان‌هایی به این شکل فراوان بوده. کشفیات باستان‌شناسی در قصرهای مینوسی در کرت یک «محل تئاتر» کشف شده که در دو طرف آن نیمکت‌هایی سنگی قرارداشته و به شکل مستطیل و به عرض ۱۲ و طول۱۴ متر ساخته شده بود. این مکان‌ها برای رقص‌ها، جشن‌ها و گاوسواری ساخته و استفاده می‌شده. محققان می‌گویند فضاهای تئاتری در سرزمین یونان چهارگوش یا مستطیل شکل بوده‌است.
حفاری‌های اخیر در ایستمیا و نیز وجود تئاتر در توریکوس (قدیمی‌ترین تئاتر در آتیکا) که قسمتی ازآن مستطیل شکل است درستی این نظریه راتأیید می‌کند. منشأ شکل ساختمان تئاتر هرچیزی که بوده، تئاتر یونان در سده پنجم معمولاً دایره شکل بوده. با این که تئاترهای دیگری در یونان وجود داشته، مورخان فقط به تئاتر دیونوسوس توجه نشان داده به این دلیل که همه نمایشنامه‌های موجود یونانی در آنجا اجرا شده. قدیمی‌ترین مشخصه تئاتر دیونیسوس وجود ارکسترا (یا محل رقص) بود.
ساختمان تئاتر را در دامنهٔ تپه می‌ساختند و تماشاگران می‌توانستند روی تپه‌ها بنشینند و بایستند و نمایش‌های همسرایی را، که قدیمی تر از تراژدی بودند، تماشا کنند.
در سدهٔ ششم گاهی یک تراس در پایین تپه می‌ساختند و در آن یک ارکسترای گرد به قطر ۲۲ متر در کنار محل تماشاگران قرار می‌دادند و یک قربانگاه به نام تیمل در مرکز این دایره قرار می‌گرفته. ارکسترا تا دوران مسیحیت بدون تغییر مانده.

### تئاتر دیونیسوس
تغییر اساسی در تئاتر دیونیسوس هنگامی اتفاق افتاده که پریکلس بنای ادئون (یا تالار موسیقی) را در سال ۴۴۰ (پیش از میلاد) در کنار آن می‌سازد و به جای دیوار منحنی تراس در ارکسترا دیوار راستی قرار داد در طرف داخل دیوار، رو به روی تماشاگران ده شیار بر روی دیوار ایجاد شده بیشتر مورخان باور دارند که ایجاد این شیارها برای آن بوده تا بتوانند تیرهایی را که اتاق صحنه بر آن سوار می‌شده در آن‌ها جاسازی کنند و علاوه بر این یک برآمدگی سنگی یا تراس از دیوار به طرف ارکسترا کار گذاشته‌اند می‌توان حدس زد که این برآمدگی پایه‌ای بوده تا دستگاه‌های مربوط به صحنهٔ تئاتر را بر آن استوار کنند و این بناهای ناقص تنها مدارکی هستند که از ساختمان‌های تئاتر در سده پنجم به دست آمده.

### اسکین
ریشه ساختن صحنه یا اسکین احتمالاً به بعد از رواج ارکسترا می‌رسد. اسکین به معنای «چادر» یا «کلبه» است و ساختمان صحنه احتمالاً از ساختمان رختکن‌های موقتی گرفته شده و بعدها توسط یک نویسنده جزء صحنه شده. محققان برای تاریخ گذاری اسکین به عنوان ساختمان صحنه به نمایشنامه‌های موجود نگاه می‌کنند. مثلاً اورستیا اثر آشیل (اجرا شده در ۴۵۸ پ. م) اولین نمایشنامه‌ای بوده که به ساختمانی برای پس زمینه نیاز داشته.
محققان فکر می‌کنند که برای هر جشنواره‌ای، صحنه‌ای موقتی درست می‌شده که چهارچوب اصلی آن‌ها را الوار سنگینی تشکیل می‌داده (بعضی از این الوارها در دیوارها باقی‌مانده‌اند) و صحنه از دیوار ثابت ارکسترا به طرف تماشاگران ادامه می‌یافته.
وسایل مورد نیاز در نمایشنامه‌های موجود بسیار ساده بوده: یک یا چند در که به طرف محل بازی، یک ایوان مانند بر روی سقف، سکویی در طبقهٔ دوم که برای ظهور خدایان یا نمایش نقاط بلند مانند کوه به کار می‌رفته.
بعضی از محققان عقیده دارند که صحنه‌های سنگی در اواخر سدهٔ پنجم ساخته شده ولی بیشتر آن‌ها اسکین‌های دائمی را به سدهٔ چهارم، یعنی پایان عصر بزرگ درام محسوب می‌کنند.
چیزی که اهمیت دارد این است که بین دکورسازی قبل و بعد از زمانی که ساختمان صحنه تشکیل شد تمایز قائل شویم. وقتی که اسکین پس‌زمینهٔ صحنهٔ نمایش شد، وضع دکورسازی عوض شد. قبل از درست شدن اسکین، تلاش‌های زیادی برای تغییرات در صحنه شد که آشیل در نمایشنامهٔ پرومته در بند آن را تصویر می‌کند، در صحنهٔ آخر زمین لرزه‌ای باعث می‌شود که یک صخرهٔ کوه مانند همهٔ صحنه را بگیرد. بعضی از منابع می‌گویند که برای این نمایش یک قطعهٔ دکوری به صورت تخته سنگی در لبهٔ تراس ارکسترا درست کرده بودند و هنگام زلزله آن را روی خاکریزی تکان می‌دادند و عده‌ای دیگر می‌گویند که اجرای این صحنه به کلی قراردادی بوده و هیجان زلزله و مفهوم آن را از طریق گفتار بیان می‌شده و تعدادی دیگر می‌گویند که در یونان باستان ساختمان و وسایل صحنه بسیار پیشرفته بوده و برای این نمایش، ساختن و تهیهٔ صخره‌ای بزرگ دشوار نبوده و هیچ‌کدام از این نظریه‌ها را نمی‌توان ثابت کرد ولی به هر حال این نظریه‌ها بعضی از امکانات صحنه در دوران یونان باستان را تا حدودی توصیف می‌کنند.
این‌طور فرض می‌شود که پس از ۴۵۸ پ. م همهٔ نمایشنامه‌ها، اسکین را به عنوان پس زمینهٔ صحنه مورد استفاده قرار داده‌اند. اسکین به راحتی می‌تواند نیازهای همه نمایشنامه‌های موجود را بر آورده کند چون بیشتر نمایشنامه‌ها در مقابل یک معبد، قصر یا دیگر بناها اتفاق می‌افتد. اما نمایشنامه‌هایی که در مقابل غارها (مثل فیلوکتتس و چندین نمایش ساتیر) یا در بیشه زار (مثل اودیپ در کولون) یا در اردوگاه‌های نظامی (مثل آژاکس) اتفاق می‌افتند چگونه صحنه‌ای داشته‌اند بعضی ازمحققان عقیده دارند که چند دکور پیش ساخته و ثابت وجود داشته که امکانات اجرای همهٔ نمایشنامه‌ها را در آن‌ها فراهم کرده بودند و تعدادی دیگر معتقدند که چندین وسیلهٔ نمادین وجود داشته (از جمله سپر برای اردوگاه‌های نظامی، صدف و صخره برای صحنه‌های کنار دریا و یک درخت به جای بیشه زار) که به صحنه‌های ساده و قرار دادی اضافه می‌شدند و عده‌ای دیگر باور دارند که گفتارهای متن نکات لازم و فضای مناسب صحنه را تشریح می‌کرده و محوطهٔ جلوی اسکین به عنوان پس زمینه قراردادی در همهٔ نمایشنامه‌ها به کار می‌رفته.